# Teoría de la gran unificación
Una teoría de gran unificación (TGU, en inglés: Grand Unification Theory, GUT) es una teoría que unificaría tres de las cuatro fuerzas fundamentales en la naturaleza: la fuerza nuclear débil, fuerza nuclear fuerte y la fuerza electromagnética. La fuerza de gravedad no es considerada en dicha teoría, pero sí en una eventual teoría del todo (Theory of Everything, ToE), que consideraría las cuatro interacciones fundamentales.
Steven Weinberg y Abdus Salam elaboraron en 1967-1968, una teoría relativista del campo cuántico, que permitía expresar las interacciones electromagnéticas y débiles de una manera unificadas (modelo electrodébil), y que predijo hechos que luego fueron comprobados experimentalmente. Posteriormente, Howard Georgi y Sheldon Lee Glashow desarrollaron una nueva teoría, que aportaba nuevas características y corregía algunos errores y omisiones de la anterior teoría. Sin embargo de las ecuaciones se desprendía el decaimiento del protón. Esto llevó a algunos famosos experimentos para detectar este efecto: pero como el tiempo de vida de un protón es muy largo, en el orden de 1031 años, no es posible observar la partícula el tiempo suficiente como para presenciar la descomposición. En reemplazo de esto, quizás el efecto podría ser observado si se examinan suficientes protones. Algunos intentos de medición conocidos se realizaron en piscinas subterráneas (para proteger el experimento de radiaciones) de grandes dimensiones, en las que el decaimiento del protón sería visualizado como un destello en una serie de fotosensores.

## Formulación matemática
El modelo estándar de la física de partículas es una teoría de campo de gauge que describe a fermiones elementales (leptones y cuarks) en interacción mutua mediante una serie de campos de Yang-Mills de bosones intermediarios. Puesto que el modelo electrodébil (que describe la interacción electromagnética y débil) está basado en una teoría de gauge con grupo gauge de simetría SU(2)xU(1) y la cromodinámica cuántica (que describe la interacción fuerte) está basada en una teoría con grupo gauge SU(3); los físicos han encontrado prometedor describir todas estas interacciones mediante una teoría gauge con un grupo de simetría que tenga como subgrupos a los grupos gauge mencionados.

### SU(5)
Un candidato obvio para grupo de simetría es SU(5) en el que se basa el modelo de Georgi-Glashow de 1974. De hecho, la simetría basada en SU(5)
sería el modelo de TGU más simple posible que contiene al modelo estándar, esto sucede debido a la inclusión de grupos de Lie:
{\displaystyle {\rm {SU(5)\supset SU(3)\times SU(2)\times U(1)}}}.
En ese modelo se incluía un mecanismo de ruptura espontánea de la simetría por el cual la simetría original completa, se volvía una simetría menos general U(1)xSU(2)xSU(3) a bajas energía por fenómenos que rompían la simetría. Aunque a grandes energías los factores de ruptura se vuelven irrelevantes y los tres tipos de interacción debían aparecer como manifestaciones del mismo campo. Una de las predicciones de este modelo es que existirían interacciones que transformarían cuarks en leptones violando la conservación de número bariónico (aunque aún se conservaría la suma del número bariónico más el número leptónico). Una de esas interacciones mencionadas permitiría la desintegración del protón en otras partículas leptónicas. Como la propia teoría permite calcular la tasa de desintegración en principio es más o menos directo someter a prueba la teoría. Desgraciadamente la desintegración del protón no ha sido observada y los límites de error experimental permiten descartar la teoría, razón por la cual se han buscado otros grupos de simetría gauge que den lugar a predicciones de acuerdo con lo observado. Aunque la elegancia de esta teoría ha hecho que sea la base de muchas otras propuestas posteriores algo más complicadas.

### SO(10)
Otro modelo razonablemente simple, sería emplear el grupo de Lie SO(10), debido a la cadena de inclusiones
{\displaystyle {\rm {SO(10)\supset SU(5)\supset SU(3)\times SU(2)\times U(1)}}}.
En este caso, la unificación es incluso más completa, ya que la representación de grupo espinorial irreducible de este grupo en dimensión {\displaystyle 16}, contiene tanto las representaciones {\displaystyle {\bar {5}}} y {\displaystyle 10} de SU(5), así como neutrinos dextrógiros, y por tanto todo el repertorio completo del modelo estándar con neutrinos másicos. Este grupo vuelve a ser el grupo simple más grande en el que es posible la unificación de los campos fermiónicos, en un esquema que involucra solo las formas de materia ya conocidas (con excepción del sector de Higgs).

### Otras propuestas
Se han propuesto muchas teorías de gran unificación con grupo gauge que tiene como subgrupos al grupo gauge del modelo estándar (U(1)xSU(2)xSU(3)), aunque ninguna de ellas tiene aceptación general. Algunas teorías de gran unificación convencionales son:
- Modelo mínimo levógiro-dextrógiro basado en {\displaystyle \scriptstyle SU(3)_{C}\times SU(2)_{L}\times SU(2)_{R}\times U(1)_{B-L}}
- Modelo de Georgi-Fritzsch-Minkowski, basado en {\displaystyle \scriptstyle SO(10)}
- Modelo SU(5) modificado, basado en {\displaystyle \scriptstyle SU(5)\times U(1)_{\chi }]/\mathbb {Z} _{5}}
- Modelo SO(10) modificado  {\displaystyle \scriptstyle SO(10)\times U(1)}
- Modelo de Pati-Salam {\displaystyle \scriptstyle SU(4)\times SU(2)\times SU(2)} (o {\displaystyle \scriptstyle SU(4)\times SU(2)_{L}\times SU(2)_{R}})
- Modelo de color quiral, basado en {\displaystyle \scriptstyle SU(3)_{R}\times SU(3)_{L}}
- Modelo de trinificación, basado en {\displaystyle \scriptstyle SU(3)\times SU(3)\times SU(3)} (o {\displaystyle \scriptstyle SU(3)_{C}\times SU(3)_{L}\times SU(3)_{R}})
- Modelo de Ernest Ma, basado en {\displaystyle \scriptstyle SU(3)_{q}\times SU(3)_{L}\times SU(2)\times SU(2)\times U(1)}
- Modelo de Ernest Ma, basado en {\displaystyle \scriptstyle SU(3)^{4}\times SU(3)^{6}}
- Modelo SU(6), basado en {\displaystyle \scriptstyle SU(6)}
- Modelo SU(6)4 x Z4, basado en {\displaystyle \scriptstyle SU(6)^{4}\times Z_{4}}
- Modelo SU(8), basado en {\displaystyle \scriptstyle SU(8)}
- Modelo O(16), basado en {\displaystyle \scriptstyle O(16)}
- Modelo AMOSA13(13), basado en {\displaystyle \scriptstyle AMOSA13(13)}
- Modelo E6, basado en {\displaystyle \scriptstyle E_{6}}
- Modelo E8, basado en {\displaystyle \scriptstyle E_{8}}